# Andre Williams
Andre Rishard Williams (Poughkeepsie, 28 agosto 1992) è un giocatore di football americano statunitense che milita nel ruolo di running back . Fu scelto nel corso del quarto giro (112º assoluto) del Draft NFL 2014 dai New York Giants. All'università giocò a football al Boston College.

## Carriera universitaria
Dopo aver giocato a football per la Parkland High School di Allentown, presso la quale corse per 1 913 yard e 33 touchdown nel suo anno da junior, venendo inserito nell'All-State Class AAAA aiutando la sua squadra a conseguire un record di 10-3, Williams fu considerato dal celebre sito di scouting Rivals.com come il 44º miglior prospetto della sua classe a livello nazionale, nel ruolo di running back ed accettò la borsa di studio offertagli da Boston College, nonostante offerte pervenutegli anche da Temple, Akron e Vanderbilt.

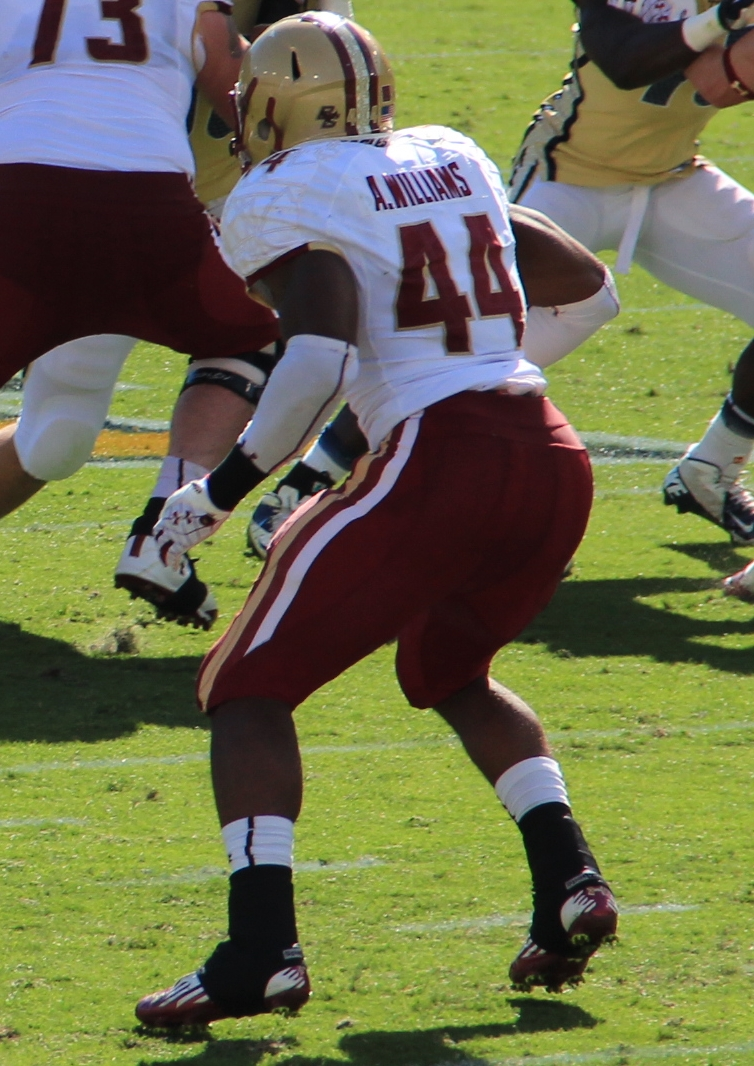
Williams nel 2012.

Nel suo primo anno collegiale prese parte a tutti e 13 gli incontri stagionali, correndo complessivamente per 461 yard e 2 touchdown in 95 portate, facendo segnare nell'ultimo incontro dell'anno il record ateneo con 42 tentativi di corsa (terminando con 185 yard corse) nel match contro Syracuse. L'anno seguente, prendendo parte a 10 gare di cui 7 disputate come titolare, guidò gli Eagles in touchdown su corsa (4) e terminò al secondo posto in yard su corsa (517), portate (124) e yard corse in media a partita (51,7). Nel 2012 Williams continuò ad essere impiegato non al massimo, scendendo in campo 8 volte su 9 come titolare in un attacco che faceva ancora una volta del gioco su passaggi il fulcro della propria manovra offensiva. Corse per 599 yard mettendo nuovamente a segno 4 touchdown, ad una media di 4,6 yard a portata.
Il 2013 fu invece la stagione in cui Williams si rivelò uno dei migliori running back del panorama collegiale nazionale, grazie ad una delle stagioni più prolifiche di sempre disputate da un running back. Preludio di ciò fu il cambio dello staff degli allenatori che introdusse una nuova filosofia di gioco in attacco, basata principalmente sulle corse. Williams fu il giocatore che ne trasse i maggiori benefici, correndo nell'arco dell'intera stagione in 355 portate per 2 177 yard (entrambi nuovi record dell'ateneo del Massachusetts) ad una media di 167,5 yard a partita, guidando l'intera NCAA in queste ultime due categorie. Particolarmente significativo fu lo scontro diretto con l'altro grande interprete stagionale delle gare su corsa, Ka'Deem Carey di Arizona, vinto da Williams che corse per 75 yard, nonostante la vittoria dell'Independence Bowl fu appannaggio dei Wildcats di Carey. Il risultato stagionale fatto registrare da Williams fu la 5ª miglior prestazione di tutti i tempi nella storia della Football Bowl Subdivision, dietro solo le 2 626 yard corse da Barry Sanders di Oklahoma State nel 1988, le 2 567 yard corse da Kevin Smith di Central Florida nel 2007, le 2 342 yard corse da Marcus Allen di USC nel 1981 e le 2 185 yard corse da Troy Davis di Iowa State nel 1996. Per queste prestazioni, al termine della stagione Williams fu premiato con il Doak Walker Award e con il Jim Brown Trophy quale miglior running back a livello collegiale, fu inserito all'unanimità nel First-team All-American e nel First-team All-ACC e fu uno dei 6 finalisti nella corsa all'assegnazione dell'Heisman Trophy, oltre che uno dei cinque finalisti nella corsa all'assegnazione del Walter Camp Award, entrambi premi attribuiti al miglior giocatore dell'anno a livello collegiale.
Premi e riconoscimenti
- Doak Walker Award - 2013
- Jim Brown Trophy - 2013
- First-team All-American - 2013

## Carriera professionistica

### New York Giants
Williams era considerato uno dei migliori running back in vista del Draft NFL 2014 ed era pronosticato per esser scelto durante il terzo giro. Il 10 maggio fu scelto nel corso del quarto giro dai New York Giants. Debuttò come professionista correndo 9 yard dopo essere subentrato nella settimana 1 contro i Detroit Lions. Il primo touchdown lo segnò nel Thursday Night della settimana 4 vinto contro i Washington Redskins e andò a segno anche nel turno successivo contro i Falcons. Nella settimana 14 contro i Titans corse un nuovo massimo di 131 yard e con un touchdown contribuì ad interrompere una striscia di sette sconfitte consecutive dei Giants. La sua stagione da rookie si concluse disputando tutte le 16 partite, di cui sette come titolare, con 721 yard corse e sette touchdown, leader in entrambi i casi della sua squadra.
Il 3 settembre 2016, Williams fu svincolato dai Giants.

### San Diego Chargers
Il 4 settembre 2016, Williams firmò con i San Diego Chargers.

## Statistiche
| Partite totali             | 16  |
| Partite totali da titolare | 7   |
| Yard su corsa              | 721 |
| Touchdown su corsa         | 7   |

Statistiche aggiornate alla stagione 2014